# Айдахо (округ)
А́йдахо — округ в штате Айдахо. Окружным центром является город Грейнджвилл.

## История
Впервые округ Айдахо был основан в 1861 году. Он находился в составе Территории Вашингтон. Округ получил название в честь парохода «Айдахо», начавшего ходить по реке Колумбии в 1860 году. С отделением в 1863 году Территории Айдахо от Территории Вашингтон округ потерял свой статус. Однако решением первой легислатуры Территории Айдахо от 4 февраля 1864 года округ Айдахо получил статус обратно.

## География
Округ Айдахо расположен в северо-центральном регионе штата Айдахо. Площадь округа составляет 22 021 км², из которых 46 км² (0,21 %) занято водой. 
|                      | Нез-Перс, Льюис | Клируотер             | Мизула (шт. Монтана) |  |
| Уаллауа (шт. Орегон) | север           | Равалли (шт. Монтана) |                      |  |
| Уаллауа (шт. Орегон) | Айдахо          | Равалли (шт. Монтана) |                      |  |
| Уаллауа (шт. Орегон) | юг              | Равалли (шт. Монтана) |                      |  |
| Адамс                | Валли           | Лемхай                |                      |  |

## Население
По состоянию на 2010 год население округа составляло 16 267 человек. Округ находится на 19-м месте в штате по населению. Расовый состав населения округа:
- Белые: 93,9 %
- Индейцы: 3,8 %
- Латиноамериканцы: 2,0 %
- Две или более расы: 1,6 %
- Азиаты: 0,4 %
- Чернокожие: 0,2 %

### Дороги
- — US 12
- — US 95
- — ID-13
- — ID-14
- — ID-62
- — ID-64

### Достопримечательности и охраняемые природные зоны
| - Национальный заказник Биттеррут (частично) - Национальный заказник Биттеррут (частично) - Национальная зона отдыха Хеллс-Каньон (частично) - Национальный заказник Нез-Перс (частично) - Национальный исторический парк Нез-Перс (частично) - Национальный заказник Пейетт (частично) | - Национальный заказник Салмон-Чаллис(частично) - Национальный заказник Уоллова-Уитман (частично) - Заповедник «Фрэнк Чёрч-необратимая река» - Заповедник Госпел-Хамп - Заповедник Хеллс-Каньон - Заповедник Селвей-Биттеррут (частично) |